# Raccuja
Raccuja (pron. "Raccùia", anticamente anche Raccuia e Raccuglia) è un comune italiano di 835 abitanti della città metropolitana di Messina in Sicilia.

## Geografia fisica
L'abitato si erge alle pendici di monte Castegnerazza, immerso in una campagna coltivata in prevalenza a noccioleti e uliveti, ma che ad altitudini maggiori cangia in boschi di conifere e impervie balze rocciose. Il territorio comunale abbraccia, infatti, una variegata area che dalla bassa collina (c.a. 450 m s.l.m.) sale sino ai rilievi nebroidei, per toccare quota 1395 m nella Serra di Baratta.
Alla vista di chi perviene dai monti, il paese sembra pendere verso la fiumara, adagiato com'è secondo un asse longitudinale monte-fiume: per questo ha i connotati di un vero e proprio borgo, che dal castello normanno scende sino ai quartieri nobili e all'imponente chiesa madre.

## Storia
L'origine del centro è legata al monastero di San Nicolò del Fico, dell'ordine di rito greco di San Basilio, costruito presumibilmente in età bizantina (VI secolo d.C. - IX secolo d.C.), unitamente a un presidio sul luogo dell'attuale centro abitato, e sopravvissuto al periodo della dominazione araba in Sicilia. Nel 1091 Ruggero I di Sicilia dotò il monastero di un vasto e ricco territorio che dalla dorsale dei monti Nebrodi scendeva sino al mare, come risulta da un privilegio del 1144 con cui Ruggero II riconfermava all'abate Blasio le donazioni già elargite al monastero dal padre Ruggero. 
Nel 1271 il borgo compare in un atto col nome di Raccudia. Nel 1296, dopo due secoli in cui era ricompreso nel demanio regio, diventa feudo degli Orioles, famiglia di origine spagnola giunta in Sicilia al seguito di Pietro III d'Aragona, negli anni della guerra del Vespro. Nel 1507 la baronia passa prima alla famiglia Valdina, poi ai La Rocca, che la reggono sino al 1552. 
Dal 1552 il feudo, innalzato a contea, è possedimento della famiglia Branciforti, importantissimo casato aristocratico che governa Raccuja sino al 1812, anno della caduta degli stati feudali in Sicilia. I Branciforti incrementarono la produzione della seta, tessuto pregiato che venne esportato in tutta l'isola, e sotto il loro dominio fiorirono le arti e la cultura: al monastero basiliano si aggiunsero i minori osservanti, le benedettine e i carmelitani calzati; vennero, inoltre, costruiti nuovi quartieri e la grande chiesa madre, la cui facciata si deve a Rinaldo Bonanno, architetto e scultore nativo di Raccuja.  
Nel XVII secolo, Giuseppe Branciforti, principe di Pietraperzia e conte di Raccuja, volendo isolarsi dalla vita di corte, fissò la propria dimora in un'area della campagna palermitana che avrebbe ospitato le ville della grande nobiltà siciliana, dando così origine all'attuale città di Bagheria: il nuovo centro abitato fu originariamente chiamato Raccuja Nuova, come riferisce Vito Maria Amico nel suo Lexicon Topographicum Siculum. In quell'occasione molte genti del borgo si trasferirono nella nuova città, diffondendo nel palermitano il cognome "Raccuia", anche nella variante "Raccuglia". 
Nell'Ottocento si formò un importante ceto di borghesi e proprietari terrieri, che acquistarono le terre dei Branciforti e, dopo il 1866 con l'eversione dell'asse ecclesiastico disposta dal neonato Regno d'Italia, si spartirono gli enormi possedimenti ecclesiastici, da secoli in manomorta ma con diritti d'uso collettivi, i quali divennero proprietà esclusiva delle famiglie Angotta, Amato, Picardi e, soprattutto, Li Perni e Natoli. Si registrò, inoltre, un rinnovato fermento culturale, come testimoniano la costruzione di palazzi di architettura neorinascimentale, la creazione di una camera di compagnia sul modello dei caffè parigini, nonché la nomina al Senato del Regno di Silvestro Picardi, divenuto ministro dell'agricoltura del Governo Zanardelli nel 1901. 
Alla metà degli anni cinquanta del Novecento, in occasione della tentata riforma agraria, si ebbero in Raccuja significative lotte bracciantili, che concorsero a superare il predominio economico e sociale delle grandi famiglie dei possidenti.  

### Simboli
Lo stemma del comune di Raccuja trae ispirazione dal blasone dei Branciforti.
(D.P.R. 24 ottobre 1984)

## Origine del nome
Nei documenti e nella cartografia redatti in lingua latina, il nome appare come Raccudia. Numerose oscillazioni registra, invece, la versione italiana, essendo attestate le varianti Raccuia, Raccuglia, Roccaglia, Recusia e Raccuya. Sino al Novecento, nella documentazione burocratica e ufficiale la variante Raccuia è più frequente di Raccuja, quest'ultima affermatasi infine come variante culta del toponimo, con grafia alternativa del suono semivocalico palatale nel dittongo.
Secondo un'ipotesi il nome deriverebbe dall'antico francese roccaille, indicante accumuli di rocce, grotte e, in generale, terreni pietrosi e gessosi, quali le aree su cui si sviluppa l'abitato e quelle immediatamente a sud del borgo e a monte dell'abbazia basiliana di San Nicolò del Fico (antico monte Lafìco), specie in località Rocca d'armi e Pizzo Cucùzza. Il nome sarebbe stato dato al luogo dai normanni, parlanti francese, al momento della loro conquista della Sicilia. Inoltre, la leggenda popolare vorrebbe Raccuja fondata dal Gran Conte Ruggero d'Altavilla, dopo una battaglia combattuta contro le forze musulmane nella vallata ai piedi della Rocca d'armi, nella quale l'esercito avrebbe trovato riparo la notte precedente lo scontro: tuttavia, le cronache del tempo non menzionano alcuna battaglia verosimilmente combattuta nei luoghi, né le fonti successive ne parlano, limitandosi (Fazello, Pirri) a riferire della fondazione o della dedicazione dell'abbazia di San Nicolò del Fico da parte di Ruggero.
Un'altra versione vorrebbe il nome derivare dalla lingua araba e composto dalle parole rahal, casale o luogo di riposo, e kuddia, collina, con il significato di "casale sulla collina". Nondimeno, la penetrazione araba nell'alta valle del torrente Sinagra durante i secoli IX - XI non è provata da alcuna emergenza archeologica o testimonianza documentale, essendosi al più limitata a pochi insediamenti rurali sparsi nel territorio.

## Il borgo
L'assetto urbano si presenta articolato in tre nuclei abitativi. I quartieri situati nei pressi del Castello Branciforti (San Marco, Branciforti e Torre) sono di origine medievale e si articolano in strette e contorte vie, a seguire l'andamento del crinale montuoso: vi si aprono pochi slarghi, nei pressi del castello, dell'antico Monastero di Sant'Antonio abate (attuale palazzo municipale), nonché del Piano Cipolla (in dialetto locale, chianu 'a cipuda), area anticamente adibita a mercato, situata alla confluenza delle vie Butera e Caterina Branciforti, un tempo i principali assi di comunicazione del borgo.
La porzione centrale si sviluppa a monte e a valle della strada provinciale, aperta a metà Ottocento nel tessuto medievale del borgo: essa costituisce un ibrido architettonico, dal momento che ospita chiese trecentesche (San Giovanni e San Pietro), la cinquecentesca chiesa madre, resti di torrioni normanni (campanile di San Pietro, Rabbica), dimore nobiliari cinque-seicentesche e palazzi in stile neo-rinascimentale (XIX secolo). Si apre in piazze e slarghi, spesso in corrispondenza di chiese o sull'area degli antichi giardini nobiliari, ormai sostituiti da lastricati e piazze pubbliche. Da notare la splendida piazza XXV Aprile (in dialetto locale, Chiazza), circondata da imponenti palazzi del Seicento, che si fregia di una raffinata scalinata settecentesca, interamente in arenaria; inoltre, tra l'antico circolo dei nobili e la zona moderna della cittadina (quartiere Mancusa), si apre lo slargo dell'antico piano di Sant'Antonio, odierna piazza del popolo (in dialetto locale, Chianu Cafè), ritrovo della popolazione e luogo adibito a spettacoli e manifestazioni all'aperto.
A valle dell'abitato, i quartieri Fossato, San Pietro, Salvatore e Timpone si sono sviluppati a partire dal Cinquecento, quando l'incremento demografico e l'intensificarsi delle attività economiche e commerciali, registrati sotto il dominio branciforteo, hanno agevolato l'ampliamento dell'abitato: la prevalenza di abitazioni costruite con pareti divisorie comuni, addossate l'una all'altra, con botteghe al piano terra, lungo viuzze intricate e con pochi slarghi si deve al ceto contadino e artigiano ivi insediatosi, e rende questa parte dell'abitato un pregiato e omogeneo esempio di agglomerato urbano popolare.

## Monumenti e luoghi d'interesse

### Chiesa madre

Chiesa Madre Santa Maria del Gesù, sec. XVI. Facciata principale, in conci di pietra arenaria locale, in stile tardo rinascimentale.

Grande edificio cinquecentesco a pianta basilicale, domina tutta la parte bassa dell'abitato e dà nome all'intero quartiere in cui si trova, detto propriamente matrice. La facciata è preceduta da un pregevole sagrato in conci squadrati di pietra arenaria e ciottoli granitici dal tipico colore rossastro, che compongono varie ed articolate figure geometriche.

### Chiesa del Carmine

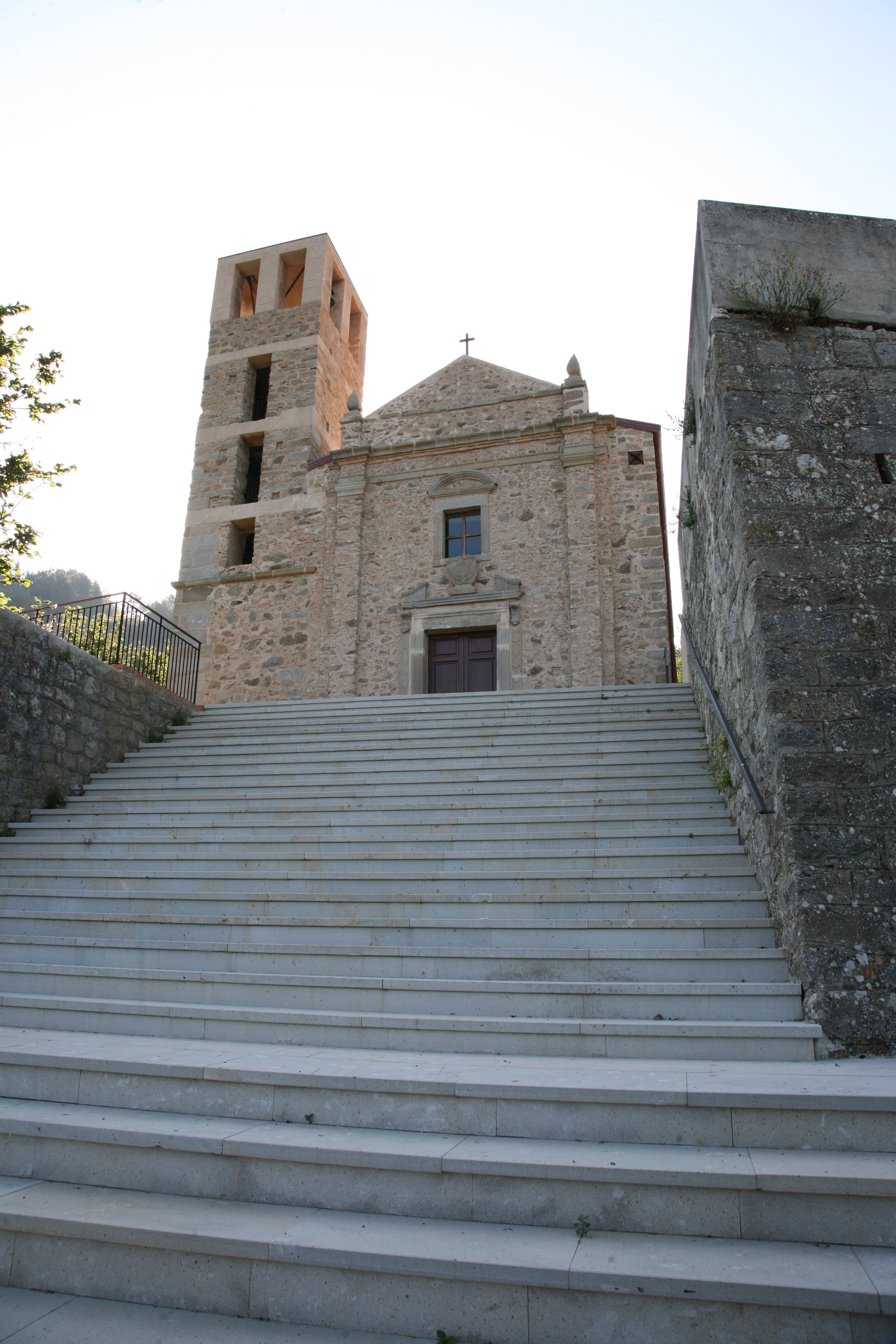
Scalinata e facciata della Chiesa del Carmine, dopo il restauro degli anni Duemila.

L'esterno è semplice e lineare. La facciata è abbellita da un austero portale in pietra arenaria, con sovrastante stemma dell'Ordine del Carmelo, datato 1855. A sinistra dell'edificio si eleva la slanciata torre campanaria. L'interno, a navata unica, presentava prima del restauro quattro semplici altari laterali; l'altare centrale era, invece, abbellito da marmi policromi e da una macchina lignea, che ospitava in una nicchia centrale il gruppo scultoreo della Madonna del Carmelo con San Simeone Stock, datati 1726. Nel paliotto figurava un bassorilievo secentesco della Madonna del Carmelo, mentre quattro colonne tortili sorreggevano l'impalcatura della elaborata macchina lignea superiore. Dell'altare rimangono frammenti lignei e marmorei, scampati allo smembramento e alla dispersione che hanno subito i beni della chiesa nella seconda metà del Novecento, durante un lungo periodo di chiusura e abbandono. Oggi, nella restaurata chiesa, si può ammirare la pregevole statua lignea della Vergine del Carmelo, rivestita di lamina d'oro; le altre statue, invece, sono conservate nel vicino Castello Branciforti, in attesa di più idonea sistemazione. Dell'attiguo Convento retto dai Padri Carmelitani calzati, fondato, come la chiesa, nel 1604, non restano tracce: confiscato nel 1866, nell'area sorge dagli anni '70 del Novecento una struttura comunale.

### Castello Branciforti
Il castello Branciforti è un maniero fondato in epoca normanna su preesistenze, principalmente di epoca romana e islamica, ed è situato nel cuore medioevale del paese. L'edificio originario subì vistose modifiche nel XIII secolo quando venne infeudato al barone Berengario Orioles, nel corso del XVI secolo quando passò ai Branciforti (donde il titolo), infine dopo l'Unità d'Italia quando venne ridotto a carcere giudiziario. In forte stato di abbandono e di degrado, è stato restaurato nel corso degli anni novanta e restituito alla città nel 2009, quale sede di museo, archivio e biblioteca comunali.

### Monastero di San Nicolò del Fico
È il più antico edificio della cittadina, risalente al periodo bizantino e ricostruito in epoca normanna grazie ad una munificenza del Conte Ruggero I d'Altavilla. La chiesa, ad una navata, è all'interno impreziosita da un arco trionfale in arenaria abbellito con motivi floreali, e conserva una preziosissima tela raffigurante San Basilio Magno con la Vergine e il Bambino, attribuito a Giuseppe Tomasi per la firma dell'artista, presente nel fregio sottostante della stola del santo.

### Chiesa di San Pietro
Ha origine medievale ed è stata costruita attorno a un'antica torre normanna, che funge ora da campanile. L'interno, diviso in due navate da un pregiato colonnato, conserva un prezioso altare ligneo del XVII secolo.

## Letholoie la trazzera regia
Nelle propaggini occidentali dei monti Nebrodi, in particolare nell'area dei comuni di Floresta, Ucria e, soprattutto, Raccuja, sono presenti un insieme di strutture architettoniche rurali di modeste dimensioni ed estremamente semplici: le cosiddette tholoi (pagliari in dialetto locale). Sono strutture circolari in blocchi di pietra arenaria fissati a secco, senza cioè l'uso di malta, che si elevano da terra per circa 2 metri e che terminano con una mirabile copertura a pseudocupola, con blocchi aggettanti, che si reggono e sostengono a vicenda. All'interno vi è un unico vano, circolare anch'esso, al quale si accede da un accesso ricavato nella struttura perimetrale, sovrastato da un architrave e, negli edifici più recenti, fiancheggiato da stipiti.
Le origini di tali strutture sono incerte: alcuni asseriscono che siano di derivazione micenea e che risalgano ai primi anni della colonizzazione greca in Sicilia (VIII-VII secolo a.C.). In tal caso le tholoi avrebbero dovuto fungere da necropoli funeraria (come le più famose strutture micenee del Peloponneso, luogo di sepoltura dei re e della classe nobiliare). Di sicuro c'è solo che tali edifici, a partire dal secolo XVII-XVIII divennero rifugio per i pastori dei luoghi, pertanto furono restaurati e ricostruiti per sopperire a funzioni di ricovero, anche del bestiame.
Esse sono disseminate in tutto l'agro raccujese, e insieme agli antichi sentieri rurali caratterizzano il paesaggio montano.
Tra le varie trazzere, da segnalare è l'importante ed antichissima trazzera regia, la Capo Calavà-Randazzo, della quale rimane il tracciato che va da Fondachello a monte Cucuzza (antico Monte La Fico, dal nome del monastero di San Nicolò, sito ai suoi piedi): essa si inerpica poi verso la dorsale dei monti Nebrodi, toccando le caratteristiche rocce della Pedata Mula e gli ameni boschi della Nocera e della Grilla.

## Tradizioni e festività civili e religiose
Le diverse dominazioni che si sono avvicendate nei secoli hanno lasciato nella cultura e nella tradizione dei luoghi segni indelebili, di arte e folklore. Le feste religiose sono il centro delle manifestazioni annuali, ma sono attorniate e assistite da eventi ludici dal carattere culturale o ricreativo.
La festa patronale, che si svolge il 21 settembre di ogni anno, vede la devozione alla Madonna Annunziata manifestarsi ormai da tanti secoli: una settimana di preparazione si alterna ora in momenti di mera e devota preghiera, ora, invece, in canti mariani locali.
Il 18 settembre il pesante simulacro marmoreo della Madonna Annunziata viene prelevato dall'altare e posto sul suo carro trionfale attraverso una macchina lignea, che permette la discesa stabile e sicura della statua.
Ma è il giorno 21 che si concentrano le celebrazioni e gli eventi maggiori: il pontificale delle ore 11 raduna l'intera comunità in chiesa madre, mentre nel pomeriggio si svolge la processione, che si snoda per le vie del paese e che vede il simulacro ricoperto del manto d'oro benedire la popolazione. Alle ritualità religiose fanno, però, da contorno anche manifestazioni laiche, che si svolgono la sera in piazza del Popolo.
Altre feste religiose da segnalare sono quella dei SS. Cosma e Damiano, la terza domenica di ottobre, in cui è la "Fiera" al centro delle manifestazioni laiche, la processione dell'Immacolata concezione e la caratteristica processione della Madonna Odigitria.
È quest'ultima un'antichissima usanza, di derivazione bizantina ma con riferimenti al culto del dio Bacco, di ascendenza greco-sicula: il martedì dopo Pasqua il simulcro della Madonna "Guida del Cammino" viene condotto presso un'altura vicino al borgo, il Colle dell'Itria appunto, nel quale una comunità di religiosi abitava sino al XIX secolo, e vi si trovava una chiesetta di origini bizantine. Dopo la benedizione dei campi, viene consumato un pasto a base di prodotti tipici del tempo pasquale, le cosiddette "collure", diffuse in tutta la Sicilia, e le "nuvolette", dolci a base di uova e zucchero, tipica ricetta del paese.
Alle feste religiose fanno da contorno le feste laiche e civili: il I maggio, festa del Lavoratore, nella quale in passato la massa operaia sfilava numerosa per le vie del paese seguendo il percorso inverso a quello delle processioni religiose, e l'Estate Raccujese, che si svolge nei mesi di luglio, agosto e settembre, con rassegne teatrali, raduni bandistici, sagre tipiche (famosa è quella dei Maccheroni, il 13 agosto) e convegni culturali.

## Cucina
Alle feste religiose, alla produzione agricola delle stagioni, a varie usanze intime e familiari è legata la peculiare produzione culinaria dei luoghi.
Dalle coltivazioni delle campagne derivano prodotti quali nocciole, la cui raccolta è in settembre, uva, specialmente la qualità "fragola", che serve per la produzione di vino locale, olive, dalle quali stilla pregiato olio extravergine, grano, coltivato sugli altopiani più elevati, funghi, raccolti negli ampi boschi, sui monti più elevati, oltre ai prodotti agricoli, sia fruttiferi che ortolani, i quali adornano tutto l'anno le tavole della gente paesana.
È tipica, invece, delle festività pasquali, sia la produzione delle collure, tipica invero di quasi tutti i paesi di Sicilia, sia delle caratteristiche nuvolette, dolci a base d'uovo e farina, dal tipico colore bianco della pasta, che gli ha guadagnano l'appellativo di "nuvola", appunto, insieme alle spume (meringhe), preparate nello stesso periodo.
Altri dolci, più comuni, sono a base di nocciole, mandorle, castagne e dei vari prodotti reperibili in loco.
In inverno diffusa è la produzione di salame, derivante dalla carne di maiale, di pancetta, prosciutti e insaccati vari, di produzione familiare.
Tipica tutto l'anno è, invece, la preparazione dei maccheroni, pasta all'uovo dalla forma filiforme, condita con il caratteristico sugo di maiale (sutta e supra), che ha, però, la sua acme durante le festività carnevalizie e la festa patronale, nel mese di settembre. Questa pasta è anche celebrata da un'importante sagra estiva, che annualmente si tiene nel mese di agosto nel centro cittadino.

## Amministrazione
Di seguito è presentata una tabella relativa alle amministrazioni che si sono succedute in questo comune.
| Periodo          | Periodo          | Primo cittadino             | Partito                            | Carica  | Note  |
| ---------------- | ---------------- | --------------------------- | ---------------------------------- | ------- | ----- |
| 17 luglio 1987   | 6 giugno 1992    | Giuseppe Cugno              | Democrazia Cristiana               | Sindaco | [ 8 ] |
| 10 aprile 1993   | 10 giugno 1994   | Severino Merendino          | Partito Socialista Italiano        | Sindaco | [ 8 ] |
| 10 giugno 1994   | 1º dicembre 1997 | Nunziato Adornetto          | Partito Democratico della Sinistra | Sindaco | [ 8 ] |
| 1º dicembre 1997 | 28 maggio 2002   | Severino Merendino          | lista civica                       | Sindaco | [ 8 ] |
| 28 maggio 2002   | 5 luglio 2004    | Catena Mastrantonio         | lista civica                       | Sindaco | [ 8 ] |
| 17 maggio 2005   | 1º giugno 2010   | Cono Salpietro Damiano      | lista civica                       | Sindaco | [ 8 ] |
| 1º giugno 2010   | 1º giugno 2015   | Cono Salpietro Damiano      | lista civica                       | Sindaco | [ 8 ] |
| 3 giugno 2015    | 5 ottobre 2020   | Francesca Salpietro Damiano | lista civica                       | Sindaco | [ 8 ] |
| 6 Ottobre 2020   |                  | Ivan Martella               | lista civica                       | Sindaco | [ 8 ] |

### Altre informazioni amministrative
Il comune di Raccuja fa parte delle seguenti organizzazioni sovracomunali: regione agraria n.2 (Nebrodi nord-occidentali).

## Società

### Evoluzione demografica
Abitanti censiti